# Fekete gyalogcincér
A fekete gyalogcincér (Dorcadion aethiops) a rovarok osztályának ezen belül a mindenevő bogarak (Polyphaga) alrendjéhez és a cincérfélék (Cerambycidae) családjához tartozó faj.

## Megjelenése
Teste fekete hosszúkás ovális alakú, melynek hossza 1,2−2,6 centiméter között mozog. A nőstények valamivel nagyobbak a hímeknél. Csápjai 11 szegmensből állnak.

## Életmódja
A faj igen hő- és szárazságkedvelő. Leginkább füves területeken található meg. A kifejlett bogarak a fűfélék leveleit és gyökereit fogyasztják. A lárvák kizárólag a fűfélék gyökereivel táplálkoznak. A repülésképtelen imágók kifejlődése egy év alatt megy végbe. A kifejlett példányok áprilistól június elejéig jelennek meg.

## Elterjedése
A faj elterjedése a délkelet-európai és a közép-európai térségre korlátozódik, így Magyarországon is előfordul.

## Képek

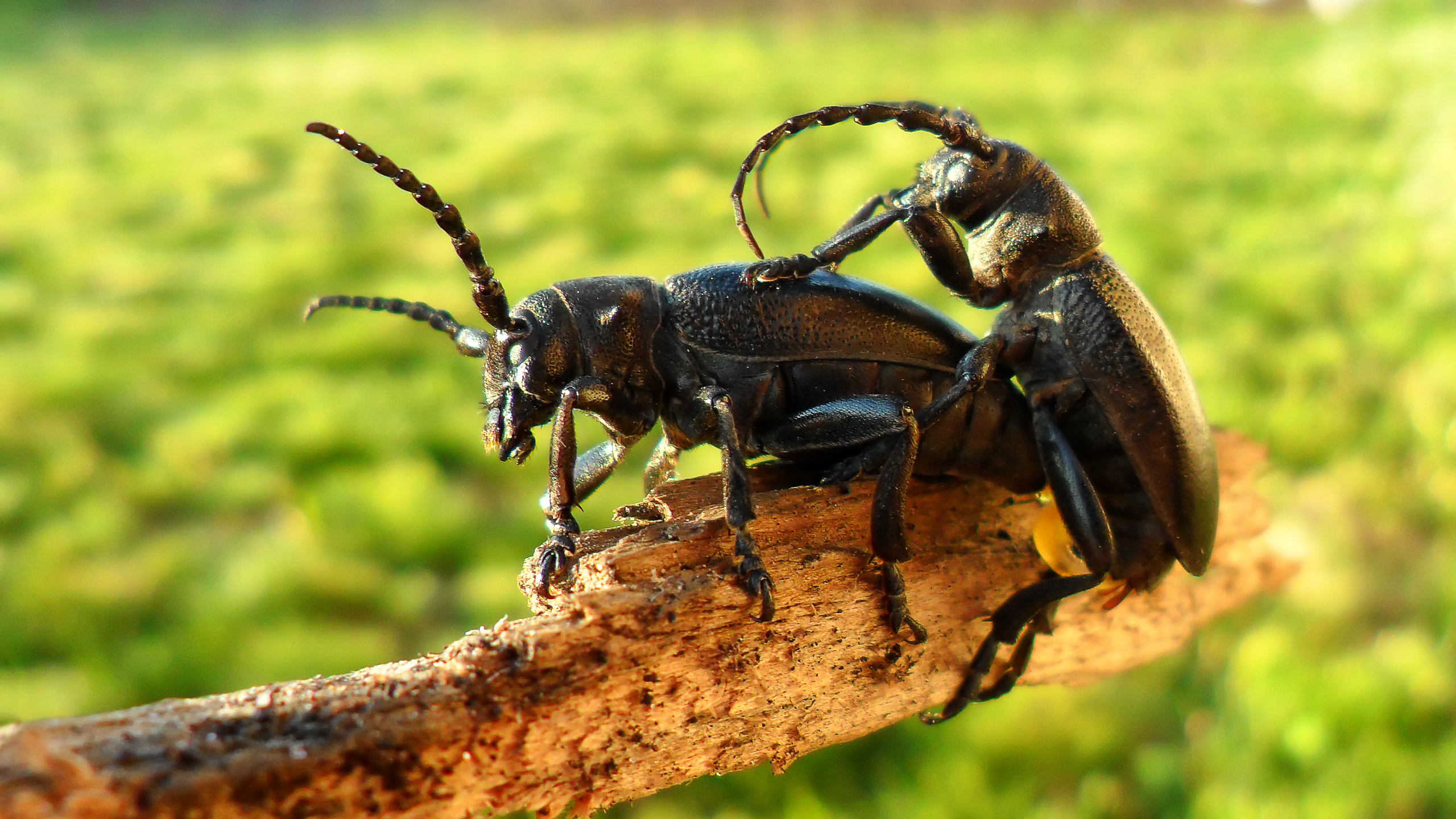
Párzás
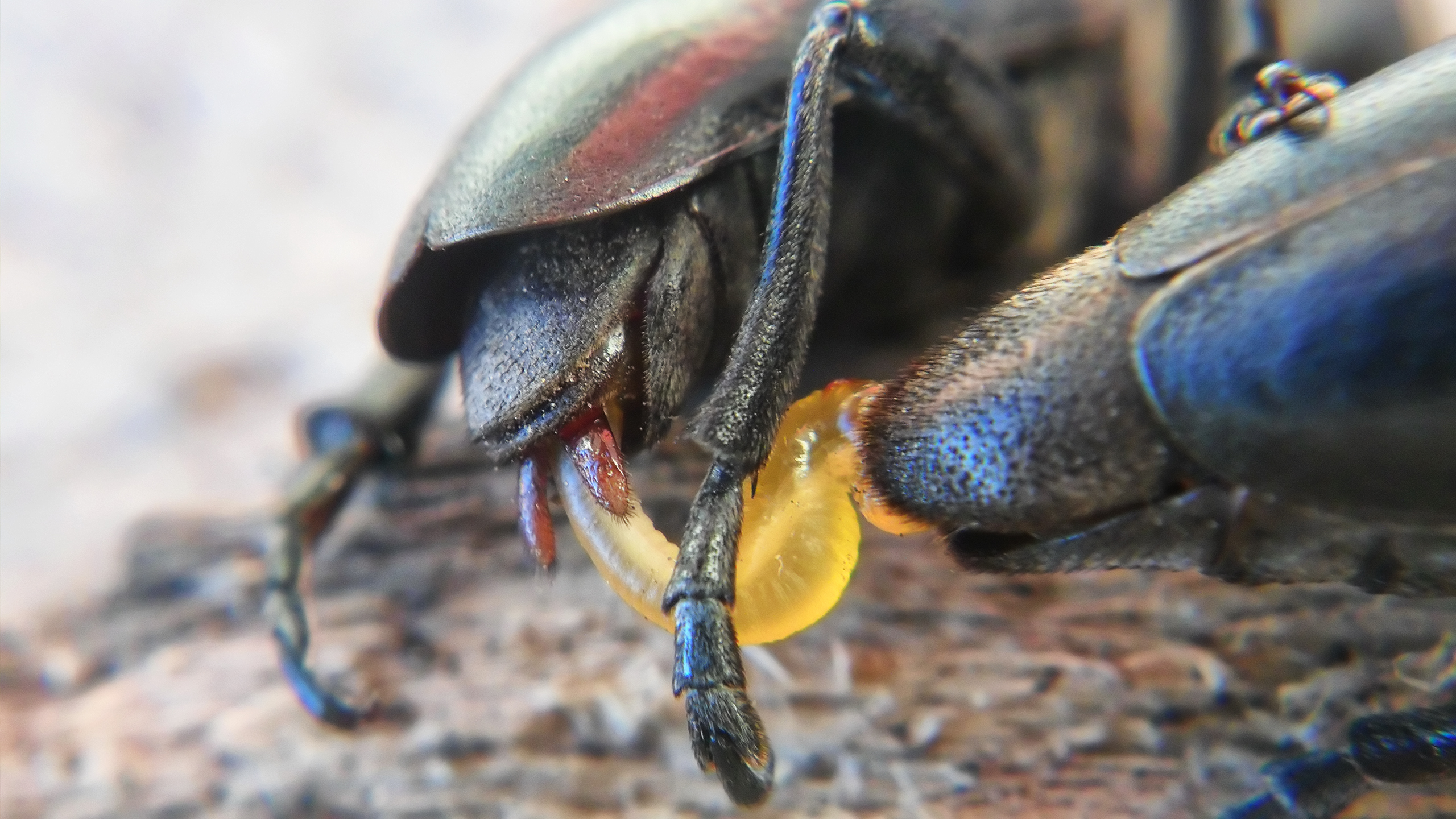

## Fordítás
- Ez a szócikk részben vagy egészben  a   Dorcadion_aethiops című német Wikipédia-szócikk fordításán alapul.  Az eredeti cikk szerkesztőit annak laptörténete sorolja fel. Ez a jelzés csupán a megfogalmazás eredetét és a szerzői jogokat jelzi, nem szolgál a cikkben szereplő információk forrásmegjelöléseként.